# Ramavataram

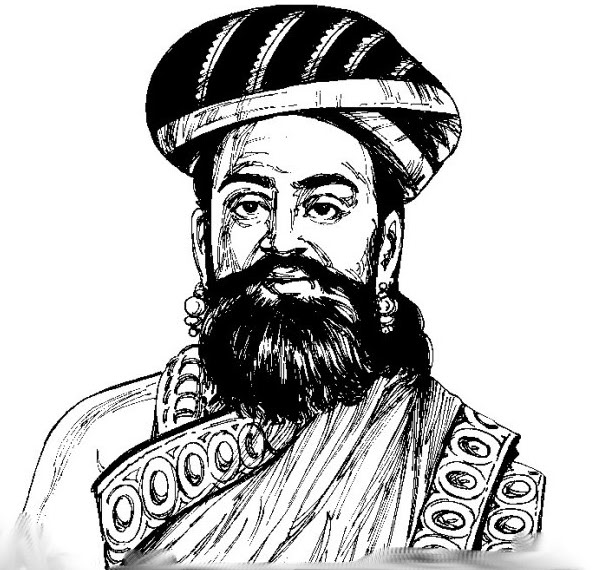
Il·lustració de Kamar, autor del poema.

El Ramavataram és un poema èpic dels tàmils que recrea el Ramayana. La història va ser escrita per Kambar al segle xii i ha esdevingut no solament part del cànon literari tàmil sinó una lectura recurrent per desitjar sort o per pregar. El poema s'estructura en 12000 quartets amb versos que segueixen un rígid esquema mètric i nombrosos recursos fònics com al·literacions i rimes internes. La trama està dividida en sis capítols. Pel que fa a l'original, Rama apareix com un déu ple i no com un heroi amb caràcter diví, fruit del canvi en la concepció religiosa de la regió, més propera a la relació personal amb la divinitat. En la mateixa línia, s'atenua la sexualitat entre el dimoni i Sita.